# Parti communiste italien
Pour les articles homonymes, voir PCI et Parti communiste italien (2016).

Drapeau du Parti communiste italien.

Le Parti communiste italien (en italien : Partito Comunista Italiano ou PCI) était un parti politique italien, issu d'une scission de l'aile gauche du Parti socialiste italien au congrès de Livourne le 21 janvier 1921. La nouvelle formation, initialement dirigée par Amadeo Bordiga, puis, de 1924 à 1927, par le philosophe marxiste Antonio Gramsci, prit le nom de Parti communiste d'Italie (section de l'Internationale communiste). Le 5 novembre 1926, il fut dissous par un décret du gouvernement de Mussolini.
Le parti se recomposa ensuite à l'étranger et s'impliqua de façon importante dans la lutte contre le régime fasciste, surtout durant la guerre civile de 1943-45. Le 15 mai 1943, il prit le nom de Parti communiste italien. Après la chute du fascisme, le PCI joua un rôle majeur dans la naissance de la République italienne et la rédaction de la Constitution. En 1947, son adhésion au Kominform provoqua son exclusion du gouvernement et son passage à l'opposition, de laquelle il ne sortit que brièvement à la fin des années 1970.
Après l'échec du compromis historique et la crise du communisme dans les années 1980, le PCI entama un long processus de transformation, qui aboutit, lors du tournant de Bologne, à sa scission entre majorité réformiste dans le Parti démocrate de la gauche (PDS en italien) et minorité conservatrice dans le Parti de la refondation communiste (PRC). La disparition du PCI s'inscrivit dans le cadre d'un bouleversement du paysage politique italien, désigné abusivement comme le passage de la Première à la Seconde République, avec la dissolution des deux autres grands partis politiques de la seconde moitié du XXe siècle : le Parti socialiste italien et la Démocratie chrétienne.
De 1945 à 1991, le PCI fut le deuxième parti politique du pays, derrière la Démocratie chrétienne. Après être passé tout près d'une participation gouvernementale à la fin des années 1970, il déclina lentement jusqu'à sa dissolution en 1991, au milieu de la chute du bloc de l'Est. Le PCI fut, en termes de résultats électoraux, le premier parti communiste du monde occidental.

## Histoire

### Naissance et période clandestine (1921-1943)

#### Création et débuts du parti (1921-1923)

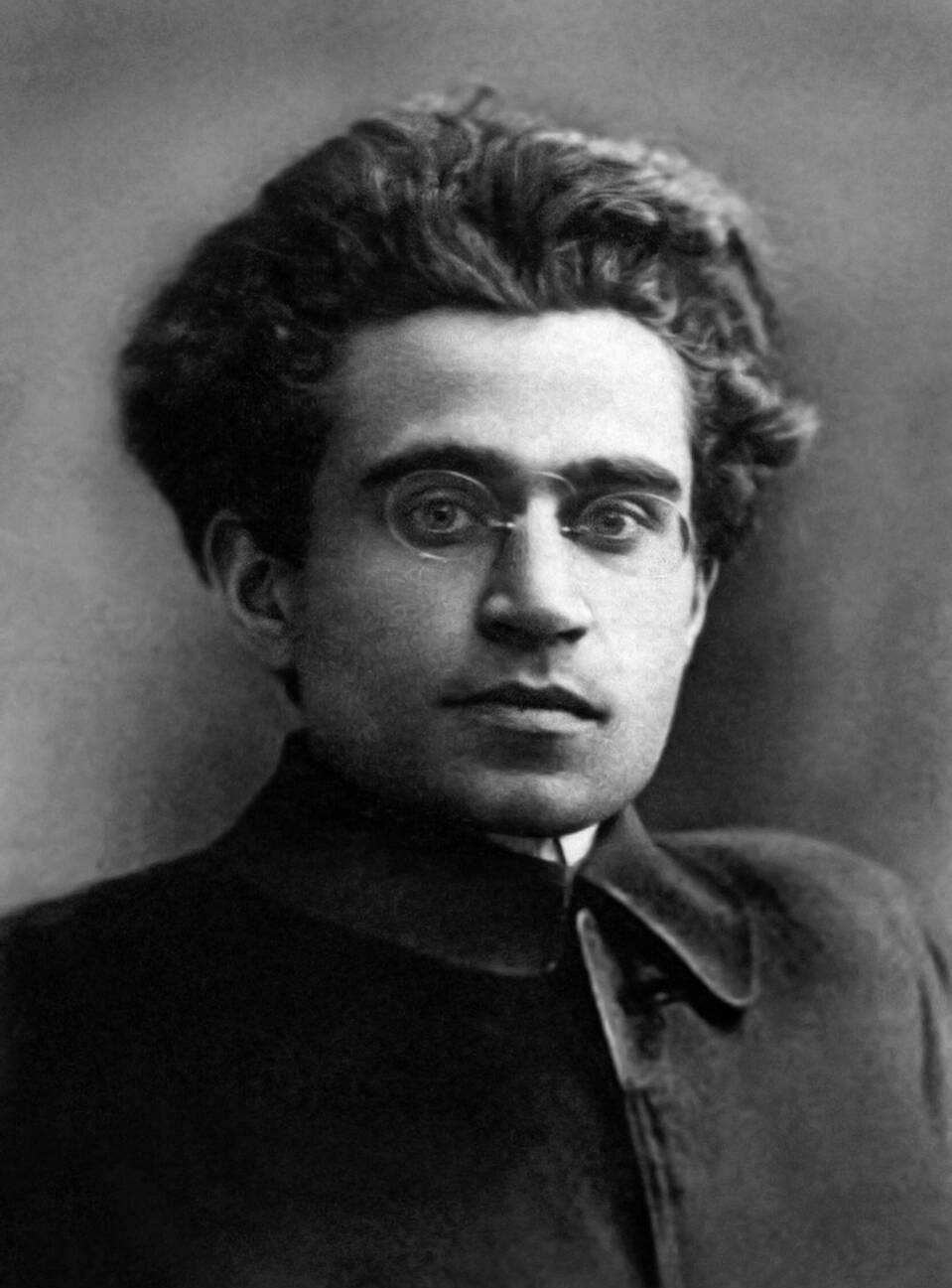
Portrait d'Antonio Gramsci au début des années 1920.

Après le IIe Congrès du Komintern à l'été 1920, les bolcheviks décident d'imposer à ses éventuels membres 21 conditions, parmi lesquelles l'obéissance aux organes centraux de la IIIe Internationale, l'adoption d'une ligne révolutionnaire anti-réformiste et l'appellation de Parti Communiste. En Italie, l'appel rédigé par Lénine, Boukharine et Zinoviev est publié le 30 octobre dans L'Ordine Nuovo (it), journal dirigé par Antonio Gramsci. Il donne lieu à d'importantes controverses à l'intérieur du Parti socialiste italien, qui aboutissent, au Congrès de Livourne (du 15 au 21 janvier 1921), à la scission d'une partie de ses membres pour former le Parti communiste d'Italie (section de l'Internationale communiste, en italien : Partito Comunista d'Italia (Sezione della Internazionale Comunista), abrégé en PCd'I) dont le premier secrétaire général est Amadeo Bordiga.
Comme indiqué dans son nom, le nouveau parti fonctionne essentiellement en tant qu'organe italien du Komintern : il adopte un programme et une stratégie identiques, et les directives de Moscou dominent les choix internes. Selon les instructions de Lénine, le PCd'I s'oppose aussi bien aux partis considérés comme bourgeois qu'au PSI, accusé d'avoir « trahi la classe ouvrière » en soutenant la guerre. Cependant, il conserve encore une certaine autonomie au niveau structurel : les dirigeants sont pratiquement tous issus du PSI et ralliés librement à l'Internationale communiste. Jusqu'au milieu des années 1920, le parti anime dans l'Internationale le courant de la Gauche communiste italienne. Cela se traduit dans une organisation différente de celle des bolcheviks : en effet, le parti est organisé de façon territoriale, et non pas constitué autour de soviets. Les débuts du PCd'I sont assez positifs : plusieurs organisations se lient à lui, il remporte 15 sièges de député aux élections de 1921, et, à la fin de l'année 1921, il revendique 43 000 militants.
Le programme officiel du Parti communiste d'Italie est alors composé des dix points suivants :
1. Dans l'actuel régime capitaliste se développe un contraste toujours plus important entre les forces productives et les rapports de production, donnant naissance à l'antithèse des intérêts et à la lutte des classes entre le prolétariat et la bourgeoisie dominante.
2. Les actuels rapports de production sont protégés par le pouvoir de l'État bourgeois, qui créé sur le système représentatif de la démocratie, constitue l'organe pour la défense des intérêts de la classe capitaliste.
3. Le prolétariat ne peut briser, ni modifier le système des rapports capitalistes de production d'où dérive son exploitation, sans l'abattement violent du pouvoir bourgeois.
4. L'organe indispensable de la lutte révolutionnaire du prolétariat est le parti politique de classe. Le Parti Communiste, en réunissant en soi la partie la plus avancée et consciente du prolétariat, unit les forces des masses travailleuses, il a le rôle de diffuser dans les masses la conscience révolutionnaire et de diriger dans le déroulement de la lutte le prolétariat.
5. La guerre mondiale, causée par les incurables contradictions du système capitaliste qui produisirent l'impérialisme moderne, a ouvert la crise de désintégration du capitalisme dans laquelle la lutte de classe ne peut que se résoudre en un conflit armé entre les masses travailleuses et le pouvoir des États bourgeois.
6. Après la destruction du pouvoir bourgeois, le prolétariat ne peut s'organiser en classe dominante qu'avec la destruction de l'appareil social bourgeois et avec l'instauration de sa propre dictature, c'est-à-dire en basant la représentation élective de l'État sur la seule classe productive et en excluant de tout droit politique la classe bourgeoise.
7. La forme de représentation politique de l'État prolétarien est le système des conseils de travailleurs, ouvriers et paysans, présents dans la révolution russe, commencement de la révolution prolétarienne et première réalisation stable de la dictature prolétarienne.
8. La nécessaire défense de l'État prolétarien contre toutes les tentatives contre-révolutionnaires peut être garantie seulement en enlevant à la bourgeoisie et aux partis adversaires à la dictature prolétarienne tous moyens d'agitation et de propagande politique, et avec les organisations armées du prolétariat pour repousser les attaques internes et externes.
9. Seul l'État prolétarien pourra prendre toutes les mesures nécessaires à l'intervention dans les rapports de l'économie sociale qui permettrons le remplacement du système capitaliste par la gestion collective de la production et de la distribution.
10. Par effet de cette transformation économique et des transformations résultantes dans toutes les activités de la vie sociale, la division de la société en classe s'éliminant, la nécessité de l'État politique s'éliminera aussi, l'engrenage de celui-ci se réduira progressivement à celui de la rationnelle administration des activités humaines.

Dans les premières années de la vie du PCd'I, son chef officiel est Amadeo Bordiga (courant de gauche). Les courants minoritaires sont dirigés par Angelo Tasca (droite) et Antonio Gramsci (centre).
Face à la monté du fascisme et à la violence des chemises noires (les locaux des partis, syndicats et journaux de gauche sont régulièrement attaqués et des dizaines de militants tués) le PCd'I crée au printemps 1921 son Ufficio I (bureau du travail illégal), une organisation clandestine présente dans toute l'Italie. Ses membres reçoivent une formation militaire sommaire et stockent des armes, souvent capturés au lendemain des révolutions en Hongrie et en Allemagne. Les militants communistes s'engagent aussi dans les Arditi del Popolo (AdP), une organisation antifasciste non partisane visant à repousser les expéditions punitives fascistes. En juillet 1921, le gouvernement exclu les membres du parti des forces armées, mais pas les fascistes. Le Parti communiste est alors également impliqué dans la lutte contre la mafia.

#### Le PC italien dans la clandestinité (1923-1943)
Cependant, à partir de 1923, le nouveau régime fasciste de Benito Mussolini commence à persécuter les partis politiques, et en particulier le PCd'I. Une vaste offensive policière est lancée contre ce dernier en février 1923, conduisant à plus d'un millier d'arrestations dont celles de plusieurs dirigeants, parmi lesquels Amadeo Bordiga. Après l'enlèvement puis l'assassinat de Giacomo Matteotti par les chemises noires, assumés par Mussolini le 3 janvier 1925, les députés communistes prennent part à la sécession de l'Aventin. À partir de la même année, les lois fascistissimes entraînent l'arrestation ou la fuite de plusieurs membres. Le 6 novembre 1926, tous les partis politiques à l'exception du Parti national fasciste sont dissous par décret : le PCd'I entre totalement en clandestinité. À partir de cette date, il s'engage dans une lutte contre le fascisme, à la fois de l'intérieur (malgré de grandes difficultés) et de l'extérieur (depuis la France et l'URSS surtout). En parallèle, le Komintern profite de ces difficultés pour mieux contrôler le parti en remplaçant les membres arrêtés par des communistes moins indépendants. Antonio Gramsci, dont les thèses dites centristes à l'intérieur du parti sont mieux acceptées par l'Internationale que celles dites de gauche de Bordiga, devient ainsi secrétaire national en 1924. Cette transformation est définitive après le Congrès de Lyon en 1926, où la motion centriste remporte 90 % des voix, grâce également à l'absence de nombreux militants détenus ou retenus par le régime.
La résistance au régime mussolinien à travers l’action clandestine est essentiellement le fait de militants du Parti communiste. Ces derniers étant mieux préparés à l’activité clandestine que les militants des autres partis par la structure de leur organisation et du fait d’avoir été victimes de la répression systématique des autorités. Tout au long de la dictature, le PCI a été capable de maintenir sur pied et à alimenter un réseau clandestin, à diffuser des brochures et des journaux de propagande, à infiltrer les syndicats et les organisations de jeunesse fascistes. Plus des trois quarts des condamnés politiques entre 1926 et 1943 sont des communistes.

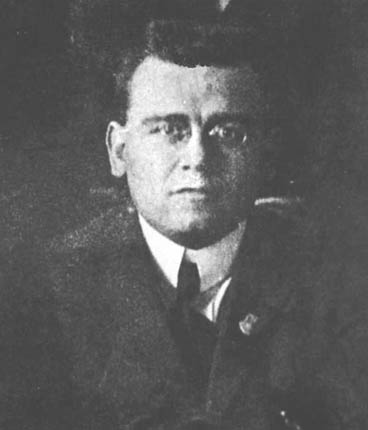
Amadeo Bordiga en 1924.

En 1927, Gramsci, arrêté et condamné à vingt ans d'incarcération, est remplacé à la tête du parti par Camilla Ravera d'abord, et par Palmiro Togliatti, exilé à Moscou, ensuite. Cependant, le PCI continue de traverser de graves crises internes. En effet, de plus en plus inféodé au Komintern, sa lutte antifasciste est donc mise en difficulté par la doctrine alors préconisée de « classe contre classe », empêchant toute entente avec les socialistes, assimilés à des alliés de la bourgeoisie. D'autre part, le meneur de l'aile droite du parti, Angelo Tasca, lui aussi exilé à Moscou, prend publiquement position pour Boukharine face à Staline en 1929, contraire à la désignation des socialistes comme « social-fascistes ». Togliatti décide alors de l'exclure et recentre le parti sur les positions staliniennes. Après cette épuration à droite, la même manœuvre est effectuée à gauche avec l'exclusion du membre fondateur Amadeo Bordiga et de nombre de ses partisans avec l'accusation de « trotskisme ». En effet, plusieurs exclus comme Pierre Tresso rejoignent alors la Quatrième Internationale.
Isolé par ces manœuvres, le PCd'I renoue le dialogue avec les autres partis ouvriers à partir de 1934, lorsque, sous l'impulsion de Staline, l'Internationale communiste fait volte-face et préconise la stratégie de Front populaire face à la montée du fascisme en Europe. Comme en France et en Espagne, les communistes italiens rouvrent le dialogue avec les socialistes et signent un pacte d'unité d'action antifasciste. Au même moment, un « Appel aux fascistes » très controversé paraît dans le journal du PCd'I à Paris, Lo Stato Operaio. Le texte, qui serait inspiré par Togliatti, appelle à la réunion des communistes et des fascistes autour du programme de Mussolini en 1919, tout en dénonçant les trahisons du Duce vis-à-vis de ce dernier et le rapprochement avec l'Allemagne nazie. En 1935, le parti mène une campagne contre l'invasion de l’Éthiopie. Mais en août 1939, le pacte germano-soviétique brise la fragile entente antinazie entre communistes et socialistes et pousse de nouveau le PCd'I à une volte-face, l'obligeant à justifier l'alliance entre l'URSS et l'Allemagne. Togliatti lui-même, alors à Paris, est condamné à la prison à la suite du pacte, mais n'est pas reconnu, et rejoint Moscou après quelques mois de détention. De nombreux militants communistes sont de plus arrêtés en France après l'invasion de la Wehrmacht. L'entrée en guerre de l'Italie et, surtout, l'invasion de l'URSS par Adolf Hitler, permettent ensuite une normalisation de la situation et un nouveau pacte d'unité d'action entre communistes et socialistes italiens, signé à Toulouse en 1941. En parallèle, le parti est dirigé uniquement par Togliatti après la dissolution du Comité central et du Bureau politique en 1940. Le 15 mai 1943, après la dissolution de l'Internationale communiste, il prend officiellement le nom de Parti communiste italien (PCI).

### Guerre civile et premier parti d'opposition (1943-1972)

#### Le PCI dans la Résistance et la fondation de la République (1943-1947)

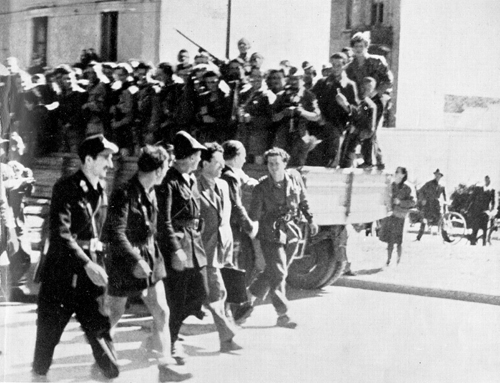
Défilé des Brigades Garibaldi à Milan le 28 avril 1945. En partant de la gauche, on reconnaît Luigi Longo, Pietro Secchia et.

Le 10 juillet 1943, les Alliés débarquent en Sicile. La situation de la guerre apparaît alors comme catastrophique pour l'Italie, et le 25 juillet, Mussolini est mis en minorité par le Grand Conseil du Fascisme et emprisonné sur ordre du roi. Le 8 septembre, le gouvernement du maréchal Badoglio signe un armistice avec les forces anglo-américaines : en réaction, les Allemands libèrent Mussolini et envahissent la péninsule jusqu'à la frontière nord de la Campanie. L'Italie est alors divisée en deux : au Sud et en Sardaigne, le gouvernement du roi, soutenu par les Alliés ; au Centre et au Nord, la République Sociale Italienne de Mussolini, soutenue par l'Allemagne hitlérienne. Entre-temps, de nombreux militants communistes (comme Mauro Scoccimarro (it), Pietro Secchia ou Luigi Longo) et antifascistes en général reviennent en Italie, se réunissant à Rome, puis à Naples après l'invasion. Le 9 septembre, le Comité de Libération Nationale (CLN) est formé, regroupant une large coalition antifasciste : communistes, socialistes, libéraux, démocrates-chrétiens… Le CLN s'entend sur la nécessité de l'union immédiate dans la lutte face au fascisme avec les Alliés, les divergences politiques étant mises de côté jusqu'à la Libération. Bien que considéré avec défiance par les anglo-américains, le PCI joue un rôle essentiel dans la Résistance : les Brigades Garibaldi représentent en effet plus de la moitié des effectifs militaires du CLN. C'est aussi en 1943 que le parti crée les Gruppi di Diffesa della Donna e per l'assistenza ai combattenti della Libertà, dont le nom est abrégé en GDD, qui sont des groupes féminins chargés de soutenir les actions des résistants.
En avril 1944, sur pression de Staline, Togliatti effectue le « tournant de Salerne », lors duquel les communistes acceptent le principe d'un gouvernement d'union nationale, non seulement avec les autres partis du CLN, mais aussi avec le roi et le maréchal Badoglio. De la même façon les GDD se mettent à accepter toutes les femmes anti-fascistes. Après deux ans de résistance acharnée face aux forces allemandes et fascistes, principalement en haute montagne, le PCI puis le CLN déclenchent une insurrection générale en avril 1945, libérant de nombreuses villes (Bologne, Milan, Turin, etc.) avant même l'arrivée des forces alliées. Le 3 mai, le régime fasciste capitule officiellement. Le gouvernement provisoire s'accorde alors sur la tenue d'un référendum sur le régime et sur l'élection d'une Assemblée constituante. Il faut cependant attendre le retour des prisonniers et la réorganisation administrative du pays. En avril 1946, pour la première fois depuis 1924, des élections sont organisées pour élire les conseils municipaux : le PCI obtient de bons résultats, arrivant seul en tête à Turin, Gênes ou Bologne, et à Rome ou à Naples en coalition avec le PSI. Cependant, la Démocratie chrétienne (DC) emporte de loin la majorité des suffrages. Lors du référendum, qui se tient le 3 juin, la République, soutenue par l'ensemble du CLN, est proclamée avec 54,3 % des suffrages, tandis que le PCI obtient 18,7 % des voix et 104 sièges sur 556 à l'Assemblée constituante, derrière la DC (37,2 % et 207 sièges) et le PSI (20,7 % et 115 sièges). Pendant deux ans, le PCI continue de participer aux gouvernements d'union nationale dirigés par Alcide De Gasperi, décrétant notamment l'amnistie Togliatti sur les fascistes et participant à la rédaction de la nouvelle Constitution, promulguée le 1er janvier 1948. Parti de masse, le PCI n'en a pas moins abandonné ses velléités révolutionnaires au profit de l’unité nationale et du projet de réaliser une démocratie sociale, qui permettrait à la classe ouvrière de jouer un rôle politique et d’obtenir des avancées économiques et sociales.
Dans les années 1940, le parti communiste italien organise l'initiative sociale des trains du bonheur, qui verra quelques 70 000 enfants vivant dans le Mezzogiorno devasté trouver des familles d'accueil en Italie du Nord,.

#### L'exclusion du gouvernement et l'isolement politique (1947-1972)

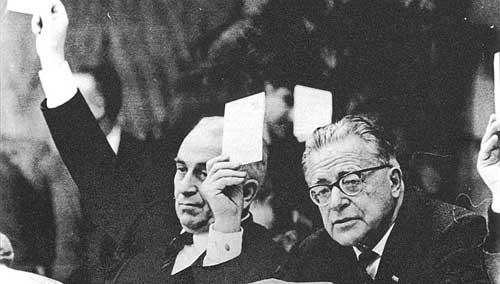
Luigi Longo et Palmiro Togliatti au VIIIe Congrès de décembre 1956, à Rome.

L'unité éclate en mai 1947 : Alcide De Gasperi forme un gouvernement excluant les communistes, opposés au Plan Marshall. Lors de la fête des travailleurs, des criminels liés à la mafia ouvrent le feu sur un rassemblement de paysans communistes, tuant onze personnes. En septembre, le PCI rejoint le Kominform, héritier du Komintern. S'ensuit une situation quasiment insurrectionnelle pendant plusieurs mois : la préfecture de Milan est occupée en novembre malgré la désapprobation de la direction du parti, tandis qu'en juillet 1948 Togliatti est victime d'un attentat. Une grève générale éclate alors, occasionnant des séquestrations, des manifestations et des affrontements armés avec les forces de l'ordre. Cependant, la direction du parti et l'URSS bloquent le mouvement, provoqué essentiellement par les militants, et mettent fin à l'insurrection au bout de quelques jours. Entre-temps, en avril, les élections générales ont lieu dans un climat électrique : le PCI et le PSI forment une coalition face à la DC, soutenue elle par les États-Unis et l'Église catholique. Les résultats sont sans appel : environ 48 % des voix pour le parti de De Gasperi, contre 30 % pour la coalition de gauche. Au total, c'est un recul pour les forces communistes et socialistes par rapport à 1946. Dans un câble du 15 mars 1948, le diplomate George F. Kennan avait soumis au sous-secrétaire d’État américain Dean Acheson un plan pour empêcher l'éventuelle victoire électorale des communistes italiens : « Il vaudrait mieux que les élections n’aient pas lieu (…). Je demande s’il n’est pas préférable que le gouvernement italien interdise le Parti communiste et prenne des mesures énergiques contre lui avant les élections. Les communistes répondraient probablement par la guerre civile, ce qui nous donnerait un motif pour réoccuper la base aérienne de Foggia, ou toute autre installation que nous souhaiterions. Cela engendrerait certainement une effusion de violence, et une probable division de l’Italie. Mais nous sommes proches de la date limite, et je pense que cette solution est préférable à une élection épargnée par le sang ». L’historien Eric Hobsbawm souligne qu'avec le début de la guerre froide « il était clair que les États-Unis d’Amérique ne permettraient en aucune circonstance que les communistes parviennent au pouvoir en Italie ».
Dans l'environnement de la guerre froide, le PCI, comme tous les autres PC occidentaux, est considéré comme un parti dangereux à la solde de l'URSS, et en conséquence tenu à l'écart du gouvernement par la majorité des forces politiques. La CIA s'installe en face du siège du parti, à Rome, afin d’espionner les communistes italiens. L'alignement sur l'URSS maintenu par Togliatti malgré la dissolution du Kominform isole de plus en plus le parti : en 1956, le soutien officiel à la répression de l'insurrection de Budapest entraîne la rupture de l'alliance avec le PSI, et de nombreuses tensions au sein même du PCI, avec notamment le Manifeste des 101. Le PCI et Togliatti commencent alors à développer une doctrine plus indépendante, dite du polycentrisme. Mais la rupture de l'alliance des deux grands partis de gauche ouvre à une « ghettoïsation » des communistes : après plusieurs années de rapprochement, l'alliance entre DC et PSI se concrétise en 1963 avec l'entrée de cinq ministres socialistes au gouvernement. Cependant, l'isolement du PCI conduit à en faire la seule opposition aux démocrates-chrétiens, et donc à augmenter ses scores au détriment du PSI. Ainsi se manifeste à partir de 1953 une progression communiste continue aux élections générales, avec plus de 25 % des voix en 1963. L'année suivante, le meneur historique du parti, Palmiro Togliatti, décède : ses funérailles à Rome rassemblent plus d'un million de personnes, soit à l'époque le plus grand rassemblement de l'histoire de la République italienne. Sa succession engendre un débat interne sur la ligne politique à suivre, entre un courant conservateur fidèle à l'URSS et les partisans d'un recentrage. C'est finalement le consensuel Luigi Longo, meneur historique de la Résistance, qui est élu secrétaire général, ouvrant la voie au futur eurocommunisme. En effet, en 1966, le XIe Congrès du parti approuve une ligne plus modérée, et en 1968, le PCI condamne officiellement la répression du Printemps de Prague par les troupes soviétiques. L'évolution du monde du travail, le déclin démographique de la classe ouvrière italienne, conduisent le PCI à se tourner progressivement vers un modèle « attrape-tout », susceptible de s'adresser à toutes les classes. La proportion d'ouvriers dans ses instances dirigeantes diminue.

### De l'eurocommunisme à la disparition (1972-1991)

#### Les années de plomb et le «compromis historique» (1972-1979)

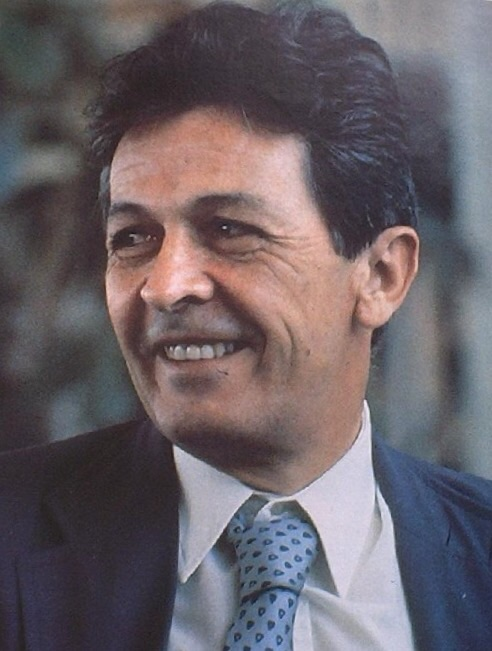
Enrico Berlinguer, secrétaire général du PCI de 1972 à 1984, dans les années 1970.

À partir de l'attentat de la piazza Fontana en décembre 1969, l'Italie entre dans la période des années de plomb. Des groupes extrémistes commencent à utiliser le terrorisme et la stratégie de la tension pour détruire la démocratie italienne : à gauche, on trouve un grand nombre d'organisations marxistes, dont les fameuses Brigades rouges ; à droite, plusieurs partis néo-fascistes comme Ordine Nero. En parallèle, le choc pétrolier de 1973 met fin au Miracle économique et plonge l'Italie dans la crise. Le nombre croissant d'attentats et la répression en conséquence donnent lieu à une véritable crise politique, posant alors la question d'un renouvellement du modèle de gouvernement italien, basé sur l'hégémonie de la Démocratie chrétienne depuis 1945. En 1977, la tension atteint son comble : 15 000 arrestations, 4 000 condamnations, plusieurs centaines de morts et de blessés.
De plus, l'émergence de mouvements communistes extra-parlementaires, met en danger la position hégémonique du PCI au sein du mouvement communiste italien. Enfin, le coup d’État d'Augusto Pinochet au Chili fait craindre un basculement de l'Italie vers un régime autoritaire sous la pression de la stratégie de la tension orchestrée par les organisations d'extrême droite. Enrico Berlinguer, secrétaire général depuis 1972, lance en parallèle le parti dans le mouvement de l'eurocommunisme, définissant une « voie nationale » vers le socialisme, et une autonomie majeure vis-à-vis du Parti communiste de l'Union soviétique (PCUS) et du léninisme, sans pour autant aller jusqu'à la rupture : pour la période allant de 1971 à 1990, malgré une réduction des fonds accordés, le PCI reçoit en effet secrètement 47 millions de dollars de la part du gouvernement soviétique. En comparaison, le Parti communiste français reçoit 50 millions, et le Parti communiste des États-Unis d'Amérique 42 millions. Ce recentrage du PCI, additionné à sa forte poussée aux élections de 1976 (maximum historique avec plus de 34 % des voix), suggère l'idée d'un « compromis historique » entre les deux plus grands partis italiens (PCI et DC) pour former un gouvernement d'union face à la crise politique et économique. Par ce compromis, le PCI entend préserver les institutions démocratiques et obtenir des réformes sociales. Berlinguer trouve un interlocuteur dans la personne d'Aldo Moro, dirigeant de la Démocratie Chrétienne. En 1976, pour la première fois, les parlementaires du PCI s'abstiennent au lieu de s'opposer lors du vote de confiance à un gouvernement démocrate-chrétien (le gouvernement Andreotti III). Mais, le 16 mars 1978, alors que se prépare le vote de confiance du premier gouvernement soutenu par les communistes depuis 1947 (le gouvernement Andreotti IV), Aldo Moro est enlevé par un commando des Brigades rouges. Après plusieurs semaines de négociations, durant lesquelles le PCI se montre un partisan de la ligne dure rejetant le compromis avec les terroristes, il est finalement exécuté le 9 mai. Son corps est retrouvé dans le coffre d'une voiture le même jour. L'assassinat de Moro marque non seulement la faillite du compromis historique, du reste déjà mis en difficulté par la composition du nouveau gouvernement, mais aussi la fin de la progression continue du PCI depuis 1953.

#### Le retour à l'opposition et le déclin (1979-1989)
En effet, aux élections anticipées de 1979, le PCI chute à 30 % des suffrages exprimés. Après l'échec du rapprochement avec les communistes, la Démocratie chrétienne prend la décision de revenir à la stratégie antérieure d'alliance avec le Parti socialiste italien, provoquant une ascension de celui-ci. Face à ce retour à l'isolement, Berlinguer décide de revenir sur des positions plus radicales, tout en déclarant sa distance avec l'URSS après la répression de l'insurrection polonaise en 1981 : il déclare alors épuisée la « force propulsive de la révolution d'Octobre ». Il lutte néanmoins activement contre les euromissiles et soutient plusieurs grèves conjointement à la Confédération générale italienne du travail. En Italie comme ailleurs en Europe, la crise économique favorise un tournant conservateur. Face à la hausse de l'inflation et du chômage, le mouvement ouvrier mobilise moins et doit modérer ses revendications. À l'automne 1980, la grande grève des usines Fiat se solde par un échec.
Le député communiste Pio La Torre est assassiné en avril 1982 par la mafia. Il était à l'origine d'une loi qui créait un nouveau type de crime dans le système judiciaire italien, la conspiration mafieuse, et permettait aux tribunaux de saisir et confisquer le patrimoine des membres d'un réseau mafieux.
Berlinguer, historique secrétaire général du parti, décède brusquement le 11 juin 1984 et est remplacé par Alessandro Natta, berlingueriano convaincu. Aux élections européennes de la même année, le PCI rassemble plus de 33 % des voix et obtient pour la première (et seule) fois de son histoire la majorité relative, devant les démocrates-chrétiens. Entre-temps, l'accession du socialiste Bettino Craxi à la présidence du Conseil de 1983 à 1987 engendre un grave conflit entre les deux partis majeurs de la gauche : Craxi est alors défini comme un « ennemi de la classe ouvrière » par les communistes, et les militants et sympathisants des deux partis s'opposent durement au sein des organisations syndicales. Le paroxysme est atteint en 1984-1985, lorsque Craxi opère par décret une coupe de quatre points sur l'échelle mobile des salaires, instaurée en 1975. Le PCI propose un référendum abrogatif : il a lieu les 9 et 10 juin 1985 et marque la défaite du PCI avec 45,68 % des voix en faveur de l'abrogation à 54,32 % en faveur du maintien de la norme.
Ce revers plonge le PCI dans une crise profonde. Sa rupture avec l'ensemble des autres organisations politiques est consommée, et les voix le poussant vers la social-démocratie sont de plus en plus nombreuses, notamment celle du quotidien La Repubblica. La Perestroïka menée par Mikhaïl Gorbatchev en URSS accentue cet élan : le PCI, comme tous les autres PC occidentaux, est alors traversé de fortes tensions entre communistes conservateurs et partisans assumés d'une transition vers le réformisme et la social-démocratie. En 1987, il chute à environ 27 % des voix, son score le plus bas depuis vingt ans. Cependant, malgré le contexte d'effondrement du communisme en Europe de l'Est, le PCI se maintient à des niveaux relativement élevés et reste le deuxième parti italien et le premier à gauche, avec deux fois plus de voix que le PSI. En 1988, Natta est remplacé au secrétariat général par Achille Occhetto, l'un des meneurs de l'aile réformiste du parti.

#### Le «tournant de Bologne» et la disparition du PCI (1989-1991)

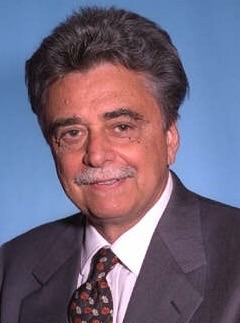
Achille Occhetto à l'époque du tournant de Bologne.

Néanmoins, les chutes successives des régimes communistes en Europe posent de plus en plus la question de l'avenir du PCI. Les voix s'élèvent pour réclamer un changement de nom, un abandon du centralisme démocratique, et même une union avec le PSI pour former une nouvelle gauche unie, travailliste et social-démocrate. Cependant, les militants et les électeurs communistes restent majoritairement opposés à un abandon des symboles du parti. Mais trois jours après la chute du Mur de Berlin, Occhetto annonce d'importants changements à venir lors du XIXe Congrès, à Bologne, en mars 1990 : c'est le « tournant de Bologne ». Trois motions s'y opposent alors. La première, soutenue par les réformistes comme Occhetto ou D'Alema, propose la construction d'un nouveau parti politique acceptant le principe de l'économie de marché. Les deux autres, une de Natta, l'autre d'Armando Cossutta, s'opposent à la transformation du nom et des symboles du parti (la faucille et le marteau notamment). Pour les réformateurs, le tournant proposé doit permettre d'enrayer le déclin du parti, l'aider à rassembler un électorat plus large que le monde ouvrier, et lui conférer une crédibilité auprès des milieux de pouvoir censée lui ouvrir les portes du gouvernement. La proposition du secrétaire général remporte 67 % des voix, entérinant définitivement le processus d'évolution du PCI du communisme vers la social-démocratie. L'historien Guido Liguori dans une étude sur la disparition du PCI souligne le poids décisif du légitimisme (la tendance à maintenir l'unité en refusant les divisions, la confiance accordé au groupe dirigeant) dans ce tournant que beaucoup de militants ont vécu avec douleur.
Un an plus tard, en février 1991, se tient à Rimini le XXe et dernier congrès du PCI. La motion proposant la transformation en Parti démocrate de la gauche (PDS en italien) est alors approuvée par plus de 67 % des militants, contre environ 26 % pour celle des conservateurs. Le 3 février 1991, le PCI est officiellement dissous en deux entités : le PDS d'une part, auquel se rallie la majeure partie des élus, cadres et militants, et le Parti de la refondation communiste (PRC) de l'autre. En 1998, le PRC connaît lui-même une scission, portant à la formation du Parti des communistes italiens (PdCI).
Le PCI, premier parti communiste occidental et deuxième parti politique italien pendant des décennies, disparaît donc avant même la dissolution effective de l'URSS. En 1991, le PCI revendique encore 177 députés, 101 sénateurs, 22 députés européens et plus d'un million de militants, signe de son influence dans le paysage politique italien.

## L'héritage politique du PCI
Le PCI laissa derrière lui un héritage marquant dans la gauche italienne. En effet, le Parti démocrate de gauche (PDS), également rejoint par beaucoup d'anciens cadres et militants du PSI (comme Giuliano Amato) après la disparition de celui-ci, conserva longtemps la base politique émanant du PCI, jusque dans son meneur Massimo D'Alema, membre historique du parti. Le tournant réformiste opéré par la majorité des anciens communistes permit, au sein du PDS, la réalisation du compromis historique, puisque de nombreux membres de l'aile gauche de la Démocratie chrétienne (comme Romano Prodi) adhérèrent au parti après 1994. Cette alliance permit à la coalition de L'Olivier, formée autour du PDS, de remporter les élections de 1996 et de gouverner jusqu'en 2001, marquant l'arrivée au gouvernement de nombreux anciens communistes. L'influence du PCI sur la gauche italienne perdura encore de nombreuses années, puisqu'aux élections de 2008, l'ancien communiste Walter Veltroni mena la liste de centre-gauche du Parti démocrate.
Les formations issues de l'aile conservatrice du PCI connurent elles une trajectoire déclinante. Le Parti de la refondation communiste (PRC), après avoir obtenu 5 % des voix en 1992, choisit de s'allier avec le PDS lors des deux élections successives. Mais très vite, le parti se divisa entre son secrétaire général Fausto Bertinotti, partisan d'une indépendance vis-à-vis des réformistes, et son président Armando Cossutta, favorable à un maintien de l'alliance. Le 9 octobre 1998, le parti se scinda en deux sur la question du vote de confiance : à la suite de la chute du gouvernement Prodi I pour une voix, la fraction du parti dirigée par Cossutta fit scission pour former le Parti des communistes italiens (PdCI). Les deux organisations déclinèrent cependant durant la décennie suivante, ne parvenant pas à adopter une ligne fixe entre marxisme assumé et alliance avec le centre gauche, jusqu'à disparaître du Parlement après les élections générales de 2013. Une grande partie des membres se dirigèrent entretemps vers le parti de Nichi Vendola (lui-même ancien cadre du PRC), Gauche, écologie et liberté, fondé en 2009.

## Courants internes au sein du PCI
Les statuts du PCI interdisaient le regroupement en minorités internes, au nom du centralisme démocratique. Cependant, il est possible, au cours de son histoire, de distinguer plusieurs tendances informelles qui ont marqué son évolution.
- Les « miglioristi » : représentants de l'aile droite du parti. Héritiers de Giorgio Amendola, ils étaient proches du socialisme réformiste et s'opposèrent à l'URSS (officieusement) et à l'extrême-gauche en 1968 et pendant les années de plomb. Ils étaient partisans du dialogue et de l'unité d'action avec le Parti socialiste italien, surtout durant la direction de Craxi, voire avec le Parti social-démocrate italien. Les miglioristi soutinrent presque unanimement les motions déposées par Occhetto en 1990 et 1991 pour la transformation réformiste du parti et l'abandon aux références marxistes-léninistes. Parmi eux, on trouve notamment Giorgio Napolitano, Président de la République de 2006 à 2015, ainsi que Paolo Bufalini (it), Gerardo Chiaromonte (it), Napoleone Colajanni (it), Guido Fanti (it), Nilde Iotti, Luciano Lama (it), Emanuele Macaluso, Antonello Trombadori.
- Les « ingraiani » : représentants de l'aile gauche du parti. Héritiers de Pietro Ingrao, adversaire de Giorgio Amendola au sein du PCI, ils formaient le noyau activiste du parti, très bien implantés au sein de la Fédération des Jeunes Communistes Italiens (FGCI en italien) et de la Confédération Générale Italienne du Travail (CGIL). Ils étaient fermement opposés à l'aile droite et se définissaient avant tout comme marxistes-léninistes. Les ingraiani furent moins critiques que les miglioristi et les berlingueriani à l'égard des organisations d'extrême-gauche des années 1970 et parvinrent à attirer un certain nombre de leurs militants dans le parti. Ils s'opposèrent largement au tournant de Bologne, rejoignant en large part le Parti de la refondation communiste. Parmi eux, on trouve notamment Nichi Vendola, ainsi qu'Alberto Asor Rosa, Antonio Baldassarre (it), Antonio Bassolino, Fausto Bertinotti, Bianca Bracci Torsi, Lucio Colletti, Aniello Coppola (it), Sandro Curzi (it).
- Les « berlingueriani » : représentants du centre du parti. Héritiers de Luigi Longo, cette tendance fut essentiellement constituée par des transfuges des deux suscitées lors de la direction d'Enrico Berlinguer, meneur du courant, à la tête du PCI. Défiante vis-à-vis des organisations d'extrême-gauche comme Démocratie Prolétarienne, elle était favorable à une prise d'autonomie vis-à-vis de l'URSS et de la recherche d'une voie italienne vers le socialisme, différente à la fois du stalinisme et de la social-démocratie. Après l'échec du compromis historique, les berlingueriani tentèrent de provoquer l'alternance en amenant dans le débat public la question de la moralité des partis politiques et en s'opposant vigoureusement au PSI de Craxi. Ils se divisèrent sur le tournant de Bologne, bien que la majorité adhéra par la suite au Parti démocrate de la gauche. Parmi eux, on trouve notamment Massimo D'Alema, ainsi qu'Alessandro Natta, Achille Occhetto, Piero Fassino, Pietro Folena (it), Renzo Imbeni, Walter Veltroni, Gavino Angius (it), Giancarlo Pajetta.
- Les « cossuttiani » : tendance au sein de l'aile gauche du parti. Héritiers d'Armando Cossutta, cette tendance était favorable au maintien de liens étroits avec l'URSS et au développement de relations avec tous les autres pays socialistes (Cuba par exemple). Ils critiquèrent l'action de Berlinguer au sein du parti, que ce soit la distance prise avec le PCUS ou la tentative de compromis historique. Lors du XIXe Congrès à Bologne, la motion numéro 3 de Cossutta obtint seulement 3 % des voix. Parmi les cossuttiani, on trouve Guido Cappelloni (it), Gian Mario Cazzaniga (it), Giulietto Chiesa, Aurelio Crippa (it), Oliviero Diliberto, Claudio Grassi (it), Marco Rizzo, Fausto Sorini, Graziella Mascia.

## Liste des dirigeants du PCI
- 1921-1923 : Amadeo Bordiga
- 1923-1924 : Palmiro Togliatti, Angelo Tasca, Mauro Scoccimarro (it), Bruno Fortichiari (it) et Giuseppe Vota
- 1924-1927 : Antonio Gramsci
- 1927-1930 : Camilla Ravera
- 1930-1934 : Palmiro Togliatti
- 1934-1938 : Ruggero Grieco
- 1938-1964: Palmiro Togliatti
- 1964-1972 : Luigi Longo
- 1972-1984 : Enrico Berlinguer
- 1984-1988 : Alessandro Natta
- 1988-1991 : Achille Occhetto

## Liste des Congrès du PCI
- Ier congrès - Livourne, 21 janvier 1921
- IIe congrès - Rome, 20-24 mars 1922
- IIIe congrès - Lyon, 20-26 janvier 1926 (en exil)
- IVe congrès - Cologne, 14-21 avril 1931 (en exil)
- Ve congrès - Rome, 29 décembre 1945 - 6 janvier 1946
- VIe congrès - Milan, 4-10 janvier 1948
- VIIe congrès - Rome, 3-8 avril 1951
- VIIIe congrès - Rome, 8-14 décembre 1956
- IXe congrès - Rome, 30 janvier - 4 février 1960
- Xe congrès - Rome, 2-8 décembre 1962
- XIe congrès - Rome, 25-31 janvier 1966
- XIIe congrès - Bologne, 8-15 février 1969
- XIIIe congrès - Milan, 13-17 mars 1972
- XIVe congrès - Rome, 18-23 mars 1975
- XVe congrès - Rome, 30 mars - 3 avril 1979
- XVIe congrès - Milan, 2-6 mars 1983
- XVIIe congrès - Florence, 9-13 avril 1986
- XVIIIe congrès - Rome, 18-22 mars 1989
- XIXe congrès - Bologne, 7-11 mars 1990
- XXe congrès - Rimini, 31 janvier - 3 février 1991[55]

## Effectifs militants du PCI

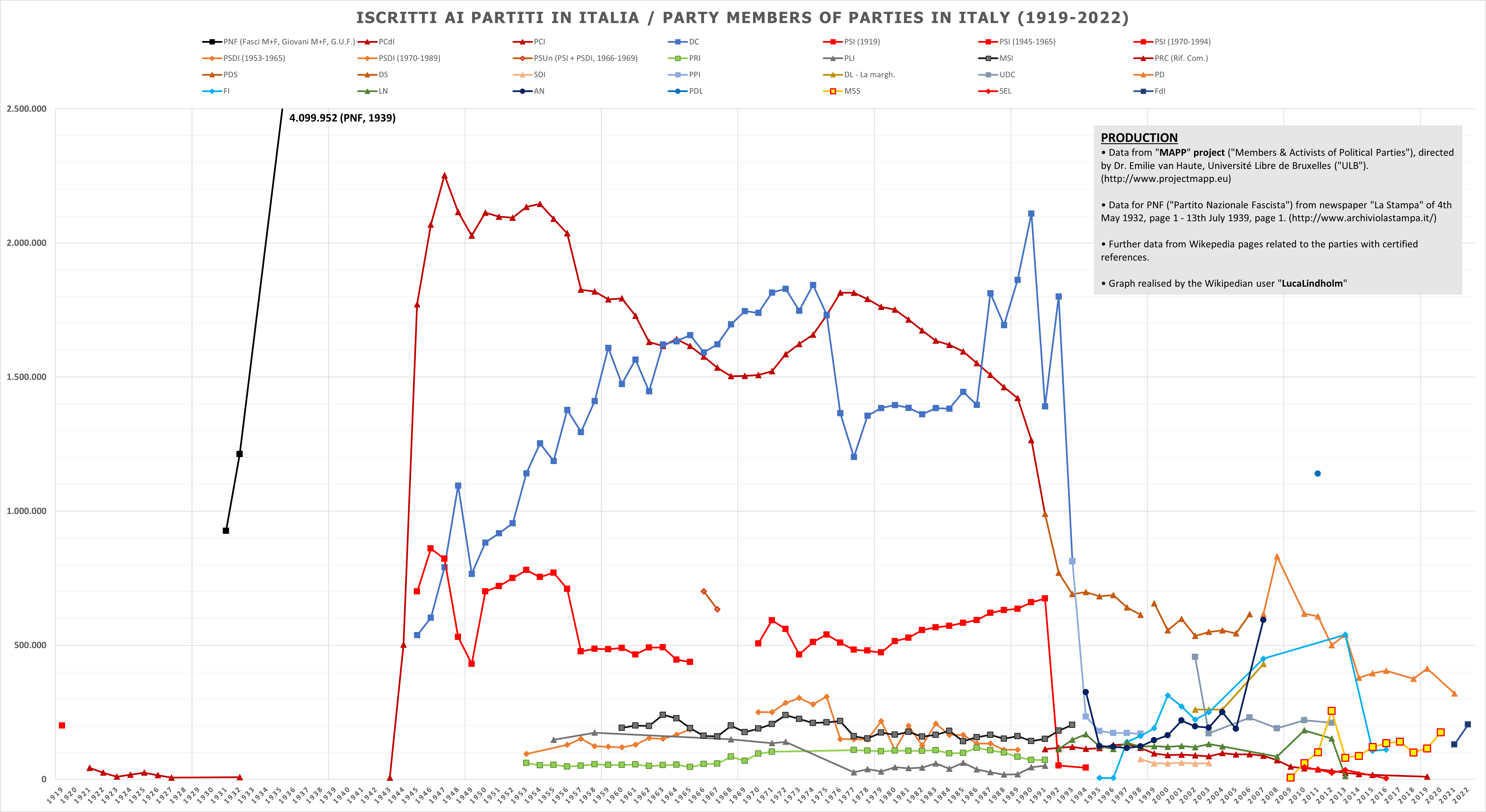
Évolution des militants du PCI, du PSI et de la DC, de 1922 à 1994.

- 1921 : 42 790
- 1922 : 24 790
- 1923 : 9 618
- 1924 : 17 373
- 1925 : 24 837
- 1926 : 15 285
- 1927 : 6 329 (présumés)
- 1932 : 7 577 (présumés)
- 1943 : 6 000 (présumés)
- 1944 : 501 960
- 1945 : 1 770 896
- 1946 : 2 068 272
- 1947 : 2 252 446
- 1948 : 2 115 232
- 1949 : 2 027 271
- 1950 : 2 112 593
- 1951 : 2 097 830
- 1952 : 2 093 540
- 1953 : 2 134 285
- 1954 : 2 145 317
- 1955 : 2 090 006
- 1956 : 2 035 353
- 1957 : 1 825 342
- 1958 : 1 818 606
- 1959 : 1 789 269
- 1960 : 1 792 974
- 1961 : 1 728 620
- 1962 : 1 630 550
- 1963 : 1 615 571
- 1964 : 1 641 214
- 1965 : 1 615 296
- 1966 : 1 575 935
- 1967 : 1 534 705
- 1968 : 1 502 862
- 1969 : 1 503 816
- 1970 : 1 507 047
- 1971 : 1 521 642
- 1972 : 1 584 659
- 1973 : 1 623 082
- 1974 : 1 657 825
- 1975 : 1 730 453
- 1976 : 1 814 262
- 1977 : 1 814 154
- 1978 : 1 790 450
- 1979 : 1 761 297
- 1980 : 1 751 323
- 1981 : 1 714 052
- 1982 : 1 673 751
- 1983 : 1 635 264
- 1984 : 1 619 940
- 1985 : 1 595 281
- 1986 : 1 551 576
- 1987 : 1 508 140
- 1988 : 1 462 281
- 1989 : 1 421 230
- 1990 : 1 264 790

## Le PCI dans les institutions italiennes

### Participation gouvernementale

#### Royaume d'Italie
- Gouvernement Badoglio II
- Gouvernement Bonomi II
- Gouvernement Bonomi III
- Gouvernement Parri
- Gouvernement De Gasperi I

#### République italienne
- Gouvernement De Gasperi II
- Gouvernement De Gasperi III

### Président de l'Assemblée constituante
- Umberto Terracini

### Président de la Chambre des Députés
- Pietro Ingrao
- Nilde Iotti

### Position parlementaire

#### Royaume d'Italie
- Opposition (1921-1926)

#### République italienne
- Majorité (1946-1947)
- Opposition (1947-1976)
- Majorité (1976-1979)
- Opposition (1979-1991)

### Président de groupe parlementaire

#### À la Chambre des Députés
- Luigi Longo (1946-1947)
- Palmiro Togliatti (1947-1964)
- Pietro Ingrao (1964-1972)
- Alessandro Natta (1972-1979)
- Fernando Di Giulio (it) (1979-1981)
- Giorgio Napolitano (1981-1986)
- Renato Zangheri (it) (1986-1990)
- Giulio Quercini (1990-1991)

#### Au Sénat
- Mauro Scoccimarro (it) (1948-1958)
- Umberto Terracini (1958-1973)
- Edoardo Perna (it) (1973-1986)
- Gerardo Chiaromonte (it) (1983-1986)
- Ugo Pecchioli (it) (1986-1991)

## Résultats électoraux
Le Parti communiste italien représenta une exception dans le paysage politique européen. En effet, des années 1950 à sa disparition, les pourcentages de voix qu'il obtint en firent le plus grand parti communiste d'Europe de l'Ouest et la deuxième force politique italienne (la première de l'opposition), position habituellement occupée par les partis socialistes dans les autres pays occidentaux.
Le PCI atteignit son plus haut niveau en 1976, avec 34,4 % des voix à la Chambre des Députés. Lors des élections européennes de 1984, porté par l'onde émotionnelle provoquée par la mort d'Enrico Berlinguer, le PCI parvint, pour la première et seule fois de son histoire, à surpasser la Démocratie chrétienne par 33,33 % à 32,97 %.
Plusieurs fois, en particulier lors des périodes de collaboration entre PCI et PSI, plusieurs villes importantes - et notamment celles industrielles - furent administrées par des maires communistes : Rome, Florence, Gênes, Turin, Naples. Bologne, quant à elle, n'eut que des maires affiliés au PCI de 1946 à 1991.

### Élections à la Chambre des députés
| Élections            | Liste                        | Voix             | %                | Sièges           |
| Royaume d'Italie     | Royaume d'Italie             | Royaume d'Italie | Royaume d'Italie | Royaume d'Italie |
| -------------------- | ---------------------------- | ---------------- | ---------------- | ---------------- |
| 1921                 | Parti communiste d'Italie    | 304 719          | 4,6              | 15 / 535         |
| 1924                 | Parti communiste d'Italie    | 268 191          | 3,7              | 19 / 535         |
| République Italienne |                              |                  |                  |                  |
| 1946                 | Parti communiste italien     | 4 356 686        | 18,9             | 104 / 556        |
| 1948                 | Front démocratique populaire | 8 136 637        | 31,0             | 130 / 574        |
| 1953                 | Parti communiste italien     | 6 120 809        | 22,6             | 143 / 590        |
| 1958                 | Parti communiste italien     | 6 704 454        | 22,7             | 140 / 596        |
| 1963                 | Parti communiste italien     | 7 767 601        | 25,3             | 166 / 630        |
| 1968                 | Parti communiste italien     | 8 551 347        | 26,9             | 177 / 630        |
| 1972                 | Parti communiste italien     | 9 072 454        | 27,1             | 179 / 630        |
| 1976                 | Parti communiste italien     | 12 616 650       | 34,4             | 228 / 630        |
| 1979                 | Parti communiste italien     | 11 139 231       | 30,4             | 201 / 630        |
| 1983                 | Parti communiste italien     | 11 032 318       | 29,9             | 198 / 630        |
| 1987                 | Parti communiste italien     | 10 254 591       | 26,6             | 177 / 630        |

### Élections au Sénat
| Élections | Liste                        | Voix       | %    | Sièges    |
| --------- | ---------------------------- | ---------- | ---- | --------- |
| 1948      | Front démocratique populaire | 7 015 092  | 31,1 | 72 / 237  |
| 1953      | Parti communiste italien     | 4 912 093  | 20,2 | 51 / 237  |
| 1958      | Parti communiste italien     | 5 701 019  | 21,8 | 59 / 246  |
| 1963      | Parti communiste italien     | 6 461 616  | 23,5 | 78 / 315  |
| 1968      | PCI - PSIUP                  | 8 577 473  | 30   | 101 / 315 |
| 1972      | PCI - PSIUP                  | 8 475 141  | 28,1 | 94 / 315  |
| 1976      | Parti communiste italien     | 10 637 772 | 33,8 | 116 / 315 |
| 1979      | Parti communiste italien     | 9 859 044  | 31,4 | 109 / 315 |
| 1983      | Parti communiste italien     | 9 577 071  | 30,8 | 107 / 315 |
| 1987      | Parti communiste italien     | 9 181 579  | 28,3 | 101 / 315 |

### Élections au Parlement européen
| Élections | Liste                    | Voix       | %    | Sièges  |
| --------- | ------------------------ | ---------- | ---- | ------- |
| 1979      | Parti communiste italien | 10 361 344 | 29,6 | 24 / 81 |
| 1984      | Parti communiste italien | 11 714 428 | 33,3 | 27 / 81 |
| 1989      | Parti communiste italien | 9 598 369  | 27,6 | 22 / 81 |